# Pamela Bryant
Pamela Jean Bryant (Indianápolis, Indiana, 8 de febrero de 1959-4 de diciembre de 2010) fue una modelo y actriz estadounidense. Fue Playmate del Mes para la revista Playboy en abril de 1978, fotografiada por Richard Fegley.
Bryant apareció por primera vez en Playboy a los 18 años en septiembre de 1977 para el reportaje "The Girls of the Big Ten". En esos años asistía a la Universidad de Indiana como estudiante de telecomunicaciones.
Tuvo una extensa carrera como actriz apareciendo en películas como H.O.T.S. (1979), No respondas al teléfono (1980) y La primera lección (1981). También apareció en series de televisión de artista invitada como Los Dukes de Hazzard, Magnum P.I., La isla de la fantasía, Con ocho basta, La Masa y The Love Boat entre otras.
En sus últimos años se dedicó a la pintura especializada en faux finish en California. 
Falleció por un ataque de asma a los 51 años.